# Trebanz
Trebanz ist ein Ortsteil von Treben im Landkreis Altenburger Land in Thüringen.

## Lage
Das slawische Rundlingsdorf Trebanz ist über die Kreisstraße 226 erreichbar. Es grenzt fast an Lehma. Nordwestlich befindet sich der Kammerforst bis an die Gemarkung. Der Ort besteht aus zwei räumlich voneinander getrennten Siedlungen, zum einen aus dem historischen Ort und zum anderen aus der Siedlung um den Bahnhof „Treben–Lehma“, die sich nordöstlich des Ortskerns in Richtung Treben erstreckt.

## Geschichte
Am 24. September 1269 wurde das Dorf erstmals urkundlich erwähnt. Der Ortsname leitet sich von „Ort der Leute eines Treban“ ab.
Trebanz gehörte zum wettinischen Amt Altenburg, welches ab dem 16. Jahrhundert aufgrund mehrerer Teilungen im Lauf seines Bestehens unter der Hoheit folgender Ernestinischer Herzogtümer stand: Herzogtum Sachsen (1554 bis 1572), Herzogtum Sachsen-Weimar (1572 bis 1603), Herzogtum Sachsen-Altenburg (1603 bis 1672), Herzogtum Sachsen-Gotha-Altenburg (1672 bis 1826). Bei der Neuordnung der Ernestinischen Herzogtümer im Jahr 1826 kam der Ort wiederum zum Herzogtum Sachsen-Altenburg. Nach der Verwaltungsreform im Herzogtum gehörte er bezüglich der Verwaltung zum Ostkreis (bis 1900) bzw. zum Landratsamt Altenburg (ab 1900).
Trebanz gehörte ab 1918 zum Freistaat Sachsen-Altenburg, der 1920 im Land Thüringen aufging. 1922 kam das Dorf zum Landkreis Altenburg. Trebanz wurde am 1. Juli 1950 nach Lehma eingemeindet, welches am 1. Januar 1996 zu Wintersdorf kam. Dieses wurde am 1. Dezember 2007 nach Meuselwitz eingemeindet. In einem Bürgerentscheid stimmten die Einwohner für eine Umgliederung nach Treben, dies geschah am 30. Dezember 2008. 120 Personen wohnten zu dieser Zeit im Ortsteil.

## Verkehr
Trebanz ist über den in seiner Flur liegenden Haltepunkt Treben-Lehma an der Bahnstrecke Leipzig–Hof an das Streckennetz der S-Bahn Mitteldeutschland angeschlossen. Die modernen Bombardier Talent 2 Züge verkehren im Stundentakt zwischen Zwickau, Altenburg, Leipzig und dem Flughafen Leipzig/Halle.